# Deltote bellicula
Deltote bellicula is een vlinder uit de familie van de uilen (Noctuidae). De wetenschappelijke naam van deze soort is voor het eerst voorgesteld als Lithacodia bellicula door Jacob Hübner in een publicatie uit 1818.
De soort komt voor in Canada en de Verenigde Staten.